# Seznam svazků light novel High School DxD
Toto je seznam svazků série light novel High School DxD. Japonská série light novel High School DxD od spisovatele Ičiei Išibumiho začala vycházet v září 2008 ve svazku časopisu Dragon Magazine. Do března 2018 bylo vydáno v japonštině dohromady 25 svazků. Od července téhož roku je série publikována pod novým názvem True High School DxD. Dosud, tedy do února roku 2020, vyšly zatím 4 svazky. Souběžně s hlavními sériemi vychází i třetí s názvem High School DxD DX.
V seznamu jsou vedle původních názvů svazků použity i anglické názvy svazků a jednotlivých kapitol.

## High School DxD
| Kapitoly: - Life.0 - Life.1 I’m Done Being Human! - Life.2 I’m Starting Out as a Demon! - Life.3 I Made a Friend! - Life.4 I’m Saving My Friend! - New Life - Afterword | Počet stran: - 308 Pokrývá díly anime: - High School DxD, díly 1-8 |

| Kapitoly: - Life.0 - Life.1 I’m Working as a Demon! - Life.2 I’m Picking a Fight! - Life.3 I’ve Begun My Training! - Life.4 The Showdown Begins! - Life.5 The Acclaimed Battle Continues! - Checkmate - Endgame - Life.∞ vs. Power.∞ I’m Here to Keep My Promise! - Father×Father - Last Kiss - New Life - Afterword | Počet stran: - 324 Pokrývá díly anime: - High School DxD, díly 8-12 |

| Kapitoly: - Life.0 - Life.1 Rise Up, Occult Research Club! - Revenge Knight - Life.2 The Holy Sword Is Here! - Life.3 The Plan to Destroy the Holy Sword! - Life.4 Go! Occult Research Club! - New Knight & New Rival - New Life - Friends - Afterword | Počet stran: - 324 Pokrývá díly anime: - High School DxD New, díly 1-6 |

| Kapitoly: - Life.0 - Life.1 Summer! Swimsuits! Trouble?! - Life.2 Open House Begins! - Life.3 I Have a Junior (Boy)! - Life.4 The Leaders’ Summit Begins! - Life.5 The Welsh Dragon and the Vanishing Dragon! - New Life - Special Life - Afterword | Počet stran: - 340 Pokrývá díly anime: - High School DxD New, díly 7–12 |

## True High School DxD
| Č. | Název                                                             | Datum vydání      | ISBN              |
| -- | ----------------------------------------------------------------- | ----------------- | ----------------- |
| 1  | Šin gakki no Uéruzu Doragon (新学期のウェールズ・ドラゴン)        | 20. července 2018 | 978-4-04-072825-4 |
| 2  | Džicurjoku šiken no Ruin Purinsesu (実力試験のルイン・プリンセス) | 20. prosince 2018 | 978-4-04-072826-1 |
| 3  | Šúgakurjokó no San Šawá (修学旅行のサンシャワー)                  | 20. srpna 2019    | 978-4-04-072827-8 |
| 4  | Kessen rjúgaku no Kingudamu (決戦留学のキングダム)                | 20. února 2020    | 978-4-04-073547-4 |

## High School DxD DX.
| Č. | Název                                                 | Datum vydání                                       | ISBN                                                     |
| -- | ----------------------------------------------------- | -------------------------------------------------- | -------------------------------------------------------- |
| 1  | Tensei tenši ni Rabu Song wo (転生天使にラブソングを) | 10. března 2015 (Blu-ray edice) 20. března 2015    | 978-4-0407-0312-1 (Blu-ray edice) ISBN 978-4-0407-0332-9 |
| 2  | Macure ☆ Rjúdžin šódžo! (マツレ☆龍神少女!)            | 9. prosince 2015 (Blu-ray edice) 19. prosince 2015 | 978-4-0407-0402-9 (Blu-ray edice) ISBN 978-4-0407-0379-4 |
| 3  | Kurosu × Kuraišisu (クロス×クライシス)                | 19. listopadu 2016                                 | 978-4-0407-0964-2                                        |
| 4  | Seito-kai to Revuiatan (生徒会とレヴィアタン)         | 20. července 2017                                  | 978-4-0407-2377-8                                        |
| 5  | Súpáhíró Toraiaru (スーパーヒーロートライアル)        | 20. března 2019                                    | 978-4-0407-3163-6                                        |
| 6  | Go čúmon wa akuma desu ka? (ご注文はアクマですか？)   | 20. března 2021                                    | 978-4-0407-4026-3                                        |